# Far Ultraviolet Spectroscopic Explorer
O Far Ultraviolet Spectrospopic Explorer (ou FUSE), é um satélite norte americano de pesquisas astronómicas. Foi lançaado em 24 de junho de 1999 às 15:44:00 UTC através de um foguete Delta II 7320 da base da força aérea de Cabo Canaveral, nos Estados Unidos da América. O satélite é operado pela NASA, pela Universidade Johns Hopkins e pelo Institut d'astrophysique de Paris.